# Alcomon
Alcomon is een geslacht van kreeftachtigen uit de klasse van de Malacostraca (hogere kreeftachtigen).

## Soorten
- Alcomon lophocarpus (Kemp, 1913)
- Alcomon superciliosum (Kemp, 1913)